# MrTVÁ?
MrTVÁ? je opera (autorským označením „operní halucinace“) o 38 scénách českých skladatelů skladatelky Markéty Dvořákové a Ivo Medka z roku 2004. Napsána byla na text expresionistické jednoaktové hry Arnošta Dvořáka: Mrtvá z roku 1920 v úpravě skladatelů a dramaturgyně Marty Ljubkové. Její premiéru uvedlo 17. října 2004 pražské Národní divadlo v budově Stavovského divadla v rámci cyklu nových oper „Bušení do železné opony VIII“.

## Vznik, charakteristika a historie
Brněnští skladatelé Markéta Dvořáková a Ivo Medek intenzivně spolupracovali od počátku tisíciletí, zejména v souboru Marijan, a po několika větších projektech, především multimediálním projektu Oheň, vytvořili pro projekt tehdejšího ředitele Národního divadla Jiřího Nekvasila zvaný „Bušení do železné opony“ – ve kterém již o dva roky dříve slavila úspěch Žirafí opera Markéty Dvořákové. – novou operní kompozici.
Podle autorů je na námět – totiž původní činohru Arnošta Dvořáka, rozebírající ve slohu expresionismu po první světové válce vztah mezi manželem a milencem ženy po její smrti – upozornili současně dramaturgyně a kritička Marta Ljubková (která o několik let dříve recenzovala činoherní inscenaci této hry z Ústí nad Labem) a profesor Bořivoj Srba. Libreto upravila Ljubková s přispěním obou skladatelů; o své technice týmové kompozice Dvořáková a Medek napsali: „Dílo přitom nevzniká prostým rozdělením částí skladby mezi autory, ale skutečně paralelním komponováním, kdy skladba ‚rotuje‛ mezi autory a v každém cyklu přibývá pouze některá z horizontálních vrstev.“ Souběžně vznikala také vizuální podoba, protože autoři tuto operu brali od počátku jako dílo multimediální; na ní se podíleli režisér Rocc (Rok Rappl) a tvůrce videa Tomáš Hrůza. Opera MrTVÁ? vznikla v poměrně krátké době od června do září 2004 a již v říjnu téhož roku byla měla premiéru. Protagonisty opery se stali Petr Matuszek, Tomáš Krejčí a Markéta Dvořáková (shoda jmen).
Vnější děj je souvislý, ale ve skutečnosti roztříštěný na malé plochy (proto 38 scén). Část se odehrává v realitě protagonistů (postupně zkreslené opilostí), část ve vzpomínkách, část ve fantaziích. Rovněž herecká akce má mít různé úrovně (realistická či stylizovaná), navíc je zde napětí s vizuální (video) složkou, která k ději na jevišti místy tvoří parodický kontrast. Tomu odpovídá i několikavrstevná hudba. V instrumentaci mají podstatnou úlohu bicí nástroje; melodické nástroje často navozují konkrétní atmosféru (flétna pro lyrické části, harfa pro zasněné vzpomínky, tuba pro signál parníku, harmonika pro obraz „širé Rusi“). Živé hudebníky – kteří byli v jevištní realizaci navíc občas zataženi do akce – doplňuje elektronická nahrávka, která obsahuje především zvuky s parodizační úlohou – mlaskání, erotické zvuky – ale také sbor utonulých. Hudba je velmi rytmická – například ve scéně říkanky „Ňadra, kotníky, kolena, boky“ ve 22. výstupu; melodie mají občas rovněž parodizační nebo charakterizační úlohu – například valčík a tango. „Hudba je tvořena pestrou mozaikou expresivních barev, které jsou však stmeleny v celek tak nenápadně a scénicky případně, že představení je vnímáno jako jeden kompaktní a nedělitelný kus,“ zněla jedna z recenzí.
Ohlas u kritiky i u obecenstva byl příznivý. Například kritik Tomáš Kučera v časopise Harmonie – recenzuje olomoucké představení – oceňoval, že MrTVÁ? „je schopná zaujmout i ty posluchače, kteří se staví k soudobé hudbě skepticky […] I když se někomu může zdát, že současná hudba, a potažmo opera, je nepřitažlivá, MrTVÁ? ukázala, že tomu tak není.“ Zaujala polského skladatele a tehdejšího ředitele známého festivalu Varšavský podzim (Warszawska Jesień) Krzystofa Knittela, který řekl: „Považuji MrTvou? za jeden z nejzajímavějších divadelních zážitků v oblasti komorní opery současnosti – téma, konstrukci díla, ztvárnění tří hlavních postav a – samozřejmě – hudbu, která byla autory zdařile napsána na hraně mezi klasickou formou a jazykem soudobých technik.“ Maďarský dirigent Zsolt Nagy mínil, že „[s]kladatelům se podařilo vytvořit s minimálními prostředky jak scény, tak i světel překvapivě strhující představení na vysoké hudební úrovni, navíc plné humoru.“
Po premiéře ve Stavovském divadle 17. října 2004 byla inscenace MrTVÁ? představena v Olomouci (Konvikt Pedagogické fakulty, 19. října), Brně (Bezbariérové divadlo BARKA, 21. října), Opavě (Loutkové divadlo, 2. listopadu) a Ostravě (Janáčkova konzervatoř, 9. listopadu), a následně v dalších místech v Česku i na Slovensku. 22. září 2007 byla navíc jako první česká opera provedena na festivalu Varšavský podzim (Ochota Sport Centre), a to s příznivým diváckým i kritickým ohlasem.
Ve společné operní tvorbě Dvořáková a Medek pokračovali operami Alice in bed (2014) a Věčná slečna Bledá (2021).

## Osoby a první obsazení

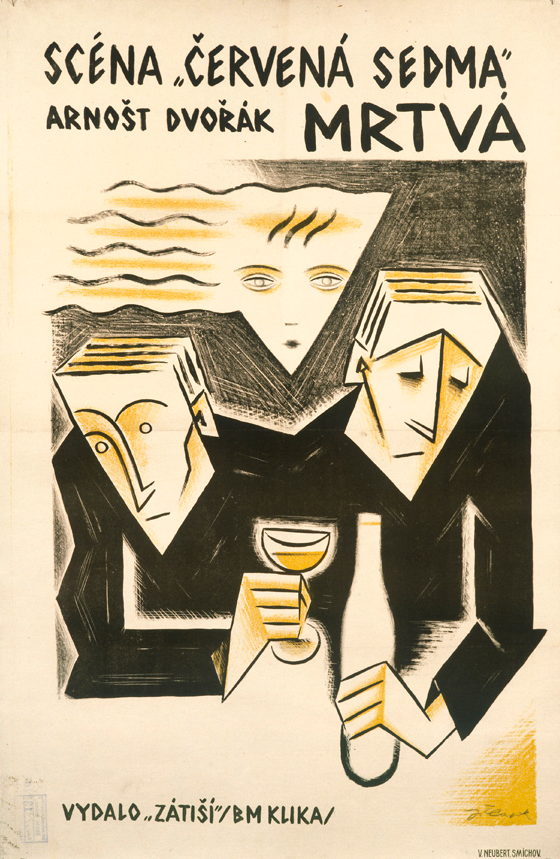
Divadelní plakát k původní činohře Arnošta Dvořáka Mrtvá od Josefa Čapka.

| osoba                        | hlasový obor | premiéra (17. října 2004) |
| ---------------------------- | ------------ | ------------------------- |
| Muž                          | baryton      | Petr Matuszek             |
| Přítel                       | baryton      | Tomáš Krejčí              |
| Žena                         | alt          | Markéta Dvořáková         |
| Dirigent: Gabriela Tardonová |              |                           |
| Režie: Rocc                  |              |                           |
| Scéna: Rocc                  |              |                           |
| Kostýmy: Miroslava Matulová  |              |                           |
| Video: Tomáš Hrůza           |              |                           |

## Děj opery
- scéna 1 – Předehra – Hudebníci postupně přicházejí na scénu.
- scéna 2 – Kdysi – valčík – V neurčité taneční scéně divák vytušíme milostného trojúhelníku mezi Mužem, Ženou a Přítelem.
- scéna 3 – Ztroskotání parníku Batum – Z projekcí se dozvídáme o zkáze parníku Batum.
- scéna 4 – Setkání po pěti letech – Do pokoje přivádí Muž poprvé po pěti letech na večerní návštěvu Přítele, žertuje s ním a zve ho na sklenku. Přítel je nesvůj a zdráhá se; tvrdí, že se změnil. Muž zmiňuje, že právě před pěti zemřela jeho Žena.
- scéna 5 – Ona mrtva, já živ – Muž si nad ztrátou Ženy hluboce zoufá.
- scéna 6 – Vzpomínky – Muž i Přítel v tichosti vzpomínají na Ženu.
- scéna 7 – Aspoň jednu sklenku – Muž dále ponouká Přítele k pití a připomíná poslední příležitost, kdy si spolu přiťukli.
- scéna 8 – Ah, tenkrát – Bylo to těsně před odjezdem Ženy – tančili s ní tango – po týdnu přišla zpráva, že je mrtvá.
- scéna 9 – Přinesu láhev – Muž se probírá ze vzpomínek a jde pro láhev.
- scéna 10 – Vzpomínky – erotické – Přítele v pokoji, který důvěrně zná, ale kde dlouho nebyl, přepadají erotické vzpomínky na Ženu.
- scéna 11 – Nepamatuješ se? – Muž se vrací a připomíná Příteli jejich poslední večer.
- scéna 12 – Propad do minulosti – Muž vzpomíná na svou krásnou Ženu a na to, jak se z novin dozvěděl o ztroskotání jejího parníku.
- scéna 13 – Obvinění – Přítel je čím dál více nesvůj a Muž ho obviní z toho, že byl Ženiným milencem. Přítel se přiznává.
- scéna 14 – Ona mrtva, já živ – Mužova beznaděj se mění na ďábelskou radost.
- scéna 15 – I mrtvou ji miluji – Oba muži se shodují – i mrtvou Ženu stále milují. Muž navrhuje zapomenout na žárlivost a podává si s Přítelem ruku.
- scéna 16 – Dlouhá zátka – Oba si spokojeněji nalijí víno a popíjejí.
- scéna 17 – Šaty s vlečkou – Muž a Přítel vzpomínají na Ženiny krásné šaty s vlečkou, jež měla na posledním plese a při jejich posledním večeru.
- scéna 18 – Přinesu je – Muž navrhuje přinést ty šaty, přes protesty Přítele, který chce nechat mrtvé spát. Ozve se Ženino zívnutí.
- scéna 19 – Přechod do vzpomínek – Muž odchází a Přítel se opět zabere do vzpomínek.
- scéna 20 – Vzpomínky – erotické – Jeho vzpomínky jsou čím dál vášnivější.
- scéna 21 – Přechod zpět do reality – Muž se vrací a přináší šaty s vlečkou.
- scéna 22 – Erotický tanec s šaty – Muž i Přítel k nim čichají; je to, jako by Žena nezemřela. Začínají se šaty mezi sebou tančit smyslný tanec ve třech.
- scéna 23 – Hádka – Situace v nich vzbudí opět žárlivost; dávají se do hádky a vzápětí i do rvačky, až vyčerpáni klesnou na zem.
- scéna 24 – Procitnutí – Klepání a škrábání na dveře Muže a Přítele přiměje vstát. Dveře se otevřou.
- scéna 25 – Zjevení Ženy – Ve dveřích stojí Žena, nádherně ustrojená v týchž šatech, s jakými Muž a Přítel tančili. Oslovuje Muže a Přítele, ale ti jsou údivem němí.
- scéna 26 – Retrospektiva – Žena vysvětluje, „dejme tedy tomu“, že nezemřela, protože na parník nenastoupila; fingovala své jméno na seznamu cestujících, aby zmizela žárlivým manželovi a milenci.
- scéna 27 – Trio – Muž a Přítel nemohou uvěřit, ale Žena se raduje, že s ní alespoň opět mluví.
- scéna 28 – Retrospektiva 2 – Žena vágně vzpomíná na krutých pět let strávených na Rusi.
- scéna 29 – Opěvování Ženy – Žena koketně tvrdí, že jí uběhlá léta nepřidala na kráse. Muž a Přítel se předhánějí, aby to popřeli, a zahrnují ji obdivem.
- scéna 30 – Hádka 2 – Když se však Žena zmíní, že je přišla smířit, dávají se Muž a Přítel opět do hádky.
- scéna 31 – Smysl příchodu – Žena se durdí, proto přece přišla. Vyžádá si od Muže cigaretu a od Přítele oheň, pak Přítele nechává se zapálenou cigaretou stranou.
- scéna 32 – Oblbnutí muže – Nejprve Žena hovoří s Mužem. Vysvětluje mu, že to kvůli němu se vrátila; Přítel je v jejich soupeření tím poraženým, nemiluje ho. Žádá však Muže, aby k němu prokazoval „vznešený ohled vítěze“.
- scéna 33 – Oblbnutí přítele – Totéž pak Žena opakuje Příteli.
- scéna 34 – Přípitek – Poté Žena vyzve oba muže k přípitku. Muž i Přítel se oba cítí vítězi. Jeden i druhý políbí Ženu a nakonec se políbí navzájem. Začínají pít (Žena ne) a být bujaře veselí.
- scéna 35 – Večírek – Zatímco se muži opíjejí a zpívají si „Zátka je dobrá, dlouhá“, pak se svalí na stejná místa jako po rvačce. Žena mezitím nepozorovaně zmizí.
- scéna 36 – Procitnutí – Světlo v pokoji je nyní jako před Ženiným příchodem. Signál parníku probudí muže z jejich opilosti.
- scéna 37 – Vyústění – Muž i Přítel nevědí, zda to, co se stalo, bylo skutečné, ale přesto jsou usmířeni. Smějí se, připíjejí všem ženám a nakonec dojdou k závěru, že se bez nich vlastně obejdou.
- scéna 38 – Valčík – Muž a Přítel v rytmu valčíku odtančí.[2]

## Instrumentace
Flétna; klávesy; violoncello; bicí souprava / elektronika / ukulele; druhá bicí souprava.